# Magnimyiolia media
Magnimyiolia media är en tvåvingeart som beskrevs av Ito 1984. Magnimyiolia media ingår i släktet Magnimyiolia och familjen borrflugor. Inga underarter finns listade i Catalogue of Life.